# Der Exorzist
Der Exorzist (Originaltitel: The Exorcist) ist ein US-amerikanischer Horrorfilm des Regisseurs William Friedkin aus dem Jahr 1973. Er beruht auf dem gleichnamigen Roman von William Peter Blatty, der auch das Drehbuch zum Film schrieb, und erzählt von einem 12-jährigen Mädchen, das von einem Dämon in Besitz genommen wird. Der Film zählt zu den größten Filmerfolgen der frühen 1970er Jahre und löste weltweit Diskussionen aus. Am 26. Dezember 1973 kam der Film in den Vereinigten Staaten in die Kinos.

## Handlung
Der Jesuit Lankester Merrin findet bei einer archäologischen Ausgrabung in der antiken Stadt Hatra den Kopf einer Pazuzu-Figur. Während er darüber mit einem Kollegen in einem Museum redet, bleibt eine Pendeluhr auf einmal stehen. Beunruhigt kehrt Merrin nach Georgetown, einem Stadtbezirk von Washington, D.C., zurück. Der ebenfalls in Georgetown lebende Jesuitenpater Damien Karras leidet derweil darunter, dass seine greise Mutter einsam in einem verwahrlosten Mietshaus in New York lebt und er sie nicht überreden kann, in ein Seniorenheim zu gehen. Als sie von ihrem Bruder in eine armselige Irrenanstalt gebracht wird und bald darauf stirbt, macht Karras sich noch größere Vorwürfe. Er zweifelt an Gott und will sich von seinen Pflichten als psychiatrischer Berater der Georgetown University entbinden lassen. Zur selben Zeit stößt ein anderer Priester in der Kirche auf eine geschändete Marienstatue.
Die Filmschauspielerin Chris MacNeil ist für Dreharbeiten von Hollywood nach Washington, D.C. gekommen und hat ihre 12-jährige Tochter Regan dabei. In der Stadtvilla, die sie in Georgetown bewohnen, werden sie von dem Kindermädchen Sharon Spencer und den Hausangestellten Karl und Willie Engstrom umsorgt. Chris ist geschieden; mit dem Regisseur Burke Dennings sei sie nur befreundet, erklärt sie ihrer Tochter, als diese schon hofft, sie bekomme einen Stiefvater. Nachts hört Chris Geräusche vom Dachboden und lässt Karl dort Fallen aufstellen, weil sie davon ausgeht, dass es sich um Ratten handelt. Aber es wird kein Ungeziefer gefunden. Während einer medizinischen Untersuchung beim Arzt Dr. Klein flucht Regan bald darauf auf einmal und sagt, er solle „seine Finger von ihrer gottverdammten Fotze lassen“. Als Dr. Klein darüber mit Chris redet, kann sie es sich kaum vorstellen, denn sie kennt Regan nur als wohlerzogenes und liebenswürdiges Mädchen. Dr. Klein verschreibt Regan Ritalin gegen Hyperaktivität. Die Verhaltensstörungen verstärken sich dennoch: Regan wird immer aggressiver und ausfallender. Dr. Klein vermutet, dass die 12-Jährige an einer Anomalie des Schläfenlappens leidet, aber Röntgenaufnahmen ergeben keinen Befund. Von der Konsultation eines Psychiaters rät Dr. Klein ab, stattdessen nimmt er weitere Untersuchungen des Gehirns vor.
Eines Abends hat Chris Freunde und Kollegen eingeladen. Plötzlich taucht Regan im Nachthemd auf, uriniert vor den Gästen auf den Teppich und prophezeit einem Astronauten mit den Worten „Du wirst da oben sterben“ den Tod. Regans Zustand verschlimmert sich immer mehr, und als Chris eines Abends nach Hause kommt, findet sie Regan allein in ihrem Schlafzimmer bei geöffnetem Fenster vor. Kurz danach kehrt das Kindermädchen Sharon zurück, das auf Regan aufpassen sollte, und erklärt ihre Abwesenheit damit, Medikamente für Regan besorgt zu haben, während Regisseur Dennings, der sich zufällig im Haus aufgehalten habe, bei Regan geblieben sei. Dieser ist jedoch gar nicht im Haus. Chris und Sharon erhalten kurz darauf die Nachricht, dass seine Leiche am Fuße einer Steintreppe unterhalb von Regans Zimmerfenster gefunden wurde. Polizei-Lieutenant William F. Kinderman vom Morddezernat untersucht den Fall und findet es merkwürdig, dass Dennings’ Kopf um 180 Grad verdreht ist. Weil er annimmt, dass Dennings aus Regans Zimmerfenster stürzte, befragt er Chris. Doch die Schauspielerin ist völlig davon überzeugt, dass der mit ihr befreundete Regisseur nicht in Regans Zimmer war. Mit eigenen Augen sieht Chris dann, wie das Bett, in dem ihre Tochter liegt, von unsichtbaren Kräften herumgerüttelt wird. Dr. Klein versucht das zunächst mit Spasmen des Mädchens zu erklären, aber Chris hat das Vertrauen zu ihm verloren. Weitere Ärzte und schließlich auch ein Psychiater werden hinzugezogen. Alle Untersuchungen und Beratungen bleiben ergebnislos.
Da schlägt einer der Ärzte vor, es mit Exorzismus zu versuchen. Dies sei zwar eine fragwürdige Methode und habe natürlich nichts mit den von der Kirche behaupteten Vorgängen zu tun, aber hin und wieder könne so eine Teufelsaustreibung durch die suggestive Wirkung psychosomatische Störungen beseitigen. In ihrer Verzweiflung und Angst um ihre Tochter wendet sich Chris an Damien Karras. Sie ist inzwischen davon überzeugt, dass Regan in ihrer Besessenheit Dennings umgebracht hat. Der Jesuit weigert sich zunächst, das seit Langem nicht mehr praktizierte Ritual überhaupt in Betracht zu ziehen, aber Chris drängt ihn, sich ihre inzwischen auf dem Bett festgebundene, schrecklich verunstaltete, blasphemische, obszöne, schreiende, geifernde und sich windende Tochter Regan anzusehen. Durch mehrere Besuche kommt der unter Glaubenszweifeln leidende Geistliche zu der Überzeugung, dass Regan tatsächlich von einem Dämon besessen ist. Bischof Michael erlaubt den Exorzismus unter der Bedingung, dass er von einem erfahrenen Pater wie Lankester Merrin vorgenommen wird und Karras nur als Assistent mitwirkt.
Die beiden Jesuiten beginnen mit der Teufelsaustreibung. Als Karras nach kurzer Abwesenheit wieder in Regans Zimmer zurückkommt, findet er Merrin tot vor. Mit den Worten „Nimm mich!“ fällt er wütend über die Besessene her, der Dämon springt auf ihn über, und der Exorzist stürzt sich durch das Fenster auf die Steintreppe. Karras erhält in der Stunde seines Todes die Absolution von Pater Dyer, der ihm die Beichte abnimmt. Regan ist vom Bösen befreit und wieder ein liebenswürdiges Mädchen.

## Hintergrund
- Als der Film in die Kinos kam, verheimlichte Friedkin aus marketingtechnischen Gründen die Tatsache, dass der Part der von Pazuzu besessenen Regan aus verschiedenen Komponenten zusammengesetzt war (in einigen Szenen spielte angeblich statt der zwölfjährigen Linda Blair die Darstellerin Eileen Dietz, während die dämonische Stimme von Mercedes McCambridge beigesteuert wurde).[3] Beide Darstellerinnen wurden in den Credits nicht genannt. McCambridge erkämpfte sich eine Nennung im Abspann auf gerichtlichem Weg, und die Offenlegung von Dietz’ Beitrag in einem Artikel der LA Times kurz nach Linda Blairs Golden-Globe-Gewinn und vor der Oscarverleihung 1974 verhinderte nach Ansicht von Hollywood-Insidern, dass Blair den Oscar erhielt.
- Von der Europapremiere in London wurde berichtet, dass es Abwanderungen und Ohnmachtsanfälle gegeben habe. Die österreichische Neue Kronen Zeitung zitierte den Manager des Kinos: „Am Ende des Films war unser Theater eher ein Erste-Hilfe-Platz als ein Kinosaal. […] 20 Männer und Frauen, alle mit grünen Gesichtern, mußten wir mit Riechsalz behandeln. Etwa zehn Prozent unserer Besucher verließen die Vorführung vorzeitig.“[4]
- Während der Dreharbeiten zog sich die Schauspielerin Ellen Burstyn, die in der Rolle der Mutter von Regan MacNeil zu sehen ist, eine langwierige Verletzung im Rücken zu, als sie bei einem von ihr persönlich durchgeführten Stunt mit einem Seil, das um ihre Taille gebunden war, zu heftig zu Boden geworfen wurde.[5]
- Am Drehort in Georgetown (Washington, D.C.) können das Exorcist House und die nebenan liegenden Exorcist Steps auch heute noch besichtigt werden: ⊙.
- 1977 kam die Fortsetzung des Films mit dem Titel Exorzist II – Der Ketzer in die Kinos. Der zweite Teil mit Linda Blair, Richard Burton und Louise Fletcher konnte nicht an den Erfolg des Originals anschließen.
- 1980 erschien eine 18 Minuten lange Selected-Scenes-Edition von Warner Bros. auf Schmalfilm. Diese wirkt wie ein überlanger Trailer und zeigt die Höhepunkte aus dem gesamten Film. Der Handlungsstrang blieb dabei erhalten. Ein Jahr später folgte eine 3-×-110-m-Fassung mit einer Spieldauer von ca. 47 Minuten. Beide Fassungen wurden in englischer, deutscher und spanischer Sprache international vertrieben, wobei die Kopien für den deutschsprachigen Raum ebenfalls in den USA gefertigt wurden. Die 18-Minuten-Fassung enthielt Szenen, die in die 47-Minuten-Fassung übernommen werden konnten, wobei dann eine ungefähre Gesamtlaufzeit von 52 Minuten entstand. Die Schmalfilmfassungen konzentrieren sich auf die wesentlichen Inhalte und Schauderszenen des Originalfilms. An einer Stelle wurde die Reihenfolge von Szenen geändert.
- In dem Kriminalfilm Dirty Harry V – Das Todesspiel von 1988 wird der Horrorfilm motivisch zitiert, im Rahmen eines fiktiven Musikvideodrehs mit Schauspieler Jim Carrey in der Rolle eines drogenabhängigen Rocksängers, der den Guns-n’-Roses-Song Welcome to the Jungle singt.
- Im Jahr 1990 wurde schließlich die zweite Fortsetzung Der Exorzist III veröffentlicht, bei der Jason Miller als Patient X in einer Nebenrolle zu sehen ist. Regie führte William Peter Blatty, und als Vorlage diente dessen eigener Roman Legion (dt. Titel: Das Zeichen).
- Ebenfalls im Jahr 1990 erschien die Persiflage Von allen Geistern besessen mit der Hauptdarstellerin Linda Blair.
- 2001 erschien der Director’s Cut von Der Exorzist in den Kinos – eine um zehn Minuten längere und digital überarbeitete Version. Die Teufelsfratze, die in kurzen Zwischensequenzen erscheint (und sich im Director’s Cut während einer Nachtszene auf der Dunstabzugshaube der Küche zeigt), wird von Eileen Dietz verkörpert, die für Rollen mit aufwändiger Maske in vielen Filmen bekannt wurde und auch anstelle von Linda Blair die berüchtigtsten Szenen während Regans Besessenheit spielte. Der Film wurde hierfür neu synchronisiert.
- Im November 2004 erschien mit Exorzist: Der Anfang ein Prequel zur bisherigen Filmreihe. Gezeigt wird die erste Begegnung von Pater Lankester Merrin (Stellan Skarsgård) mit einer dämonischen Macht in Afrika. Im Gegensatz zu seinen Vorgängern wartet dieser Film mit einer Vielzahl von spektakulären Spezialeffekten auf. Regie führte Renny Harlin.
- Im Oktober 2005 erschien ein weiteres Prequel auf DVD (Dominion: Exorzist – Der Anfang des Bösen), welches eine alternative Version zu Exorzist: Der Anfang ist. Dieser Film war die ursprünglich gedrehte Version von Exorzist: Der Anfang, der aber dem Studio und Testpublikum nicht gefallen hat, weshalb mit einem neuen Drehbuch fast der ganze Film noch einmal neu gedreht wurde.
- 2016 entstand eine US-amerikanische Fernsehserie, die ebenfalls auf der literarischen Vorlage beruht.[6]
- Die amerikanische Horrorpunk-Band Murderdolls veröffentlichte 2002 auf ihrem Debütalbum Beyond the Valley of the Murderdolls den Song Love at first Fright, der sich textlich auf den Horrorfilm Der Exorzist bezieht.
- Die britische Death-Metal-Band Cancer verarbeitete den Tod Burke Dennings im Song Down the Steps auf dem 2018 veröffentlichten Album Shadow Gripped.
- 2019 erschien der Dokumentarfilm Leap of Faith: Der Exorzist, der unter der Regie von Alexandre O. Philippe die Entstehungsgeschichte des Films auf Grundlage eines Interviews mit William Friedkin näher beleuchtet.[7][8]
- Für die Rolle der Mutter wurde Audrey Hepburn angefragt, die unter der Bedingung, dass in Rom gedreht werde, zusagte, da sie zu dieser Zeit mit ihren Söhnen dort lebte. Dieser Wunsch wurde ausgeschlagen und entschieden, dass in Amerika gedreht werden sollte.[9]
- In dem im Juni 2022 erschienenen animierten Videoclip zum Song Shake Your Ass – Smoke Your Grass des Rockmusikers Rob Zombie übergibt sich der in einem Bett liegende Sänger auf einen Theologen.[10]
- Ebenso stellt das Musikvideo You’re so Hideous der Horrorpunk-Band Wednesday 13, das im August 2022 herauskam, den Horrorfilm nach.[11]
- 2023 erschien mit Der Exorzist – Bekenntnis eine weitere Fortsetzung, die lediglich an den ersten Teil anschließt und die anderen Filme ignoriert.

## Kritiken
„Auf Angst und Schrecken spekulierender Psychoschocker, der seinem Thema mit den Mitteln des perfekt inszenierten Horrorfilms beizukommen versucht.“

„Der Film hat ohne Zweifel seine gelungenen Momente. Die Spezialeffekte, die sich wohlweislich in Grenzen halten, sind stellenweise wirklich furchterregend, wenn auch relativ leicht zu durchschauen. Farbe und Ton werden auf kreative Weise eingesetzt. Der Ton ist sogar in hohem Maße für den Erfolg des Films verantwortlich, da praktisch der ganze Horror darin liegt, daß der Teufel spricht, was er spricht und wie er spricht. […] Man kann nicht bestreiten, dass ‚The Exorcist‘ ein Publikum wirklich mitreißt; und trotzdem ist es ein billiger und minderwertiger Film – häufig ungeheuer plump in seiner Unfähigkeit, auch nur glatte Szenenanschlüsse zustandezubringen –, der nichts von der Professionalität besitzt, die den älteren und sicher konventionelleren Film über Besessenheit, ‚The Lady and the Monster‘, auszeichnete. Trotz all seines Hokuspokus gelingt es ‚The Exorcist‘ nicht, den Teufel fürchterlicher erscheinen zu lassen als die Vampirin in Carl Dreyers ‚Vampyr‘. Es ist wohl ein Symptom für unsere wirre Zeit, daß die Leute in ‚The Exorcist‘ gerannt sind, um sich Angst machen zu lassen, weil sie schreien wollten, verschreckt und angeekelt wieder herauskommen, aber irgendwie doch stolz darauf, daß sie es ausgehalten haben.“

„Vielleicht haben auch die Zensoren gemerkt, dass sie ein Meister- und kein Teufelswerk vor sich haben. […] Dieser Film ist so stark, weil nichts in ihm auf Teufel komm raus passiert.“

„,Der Exorzist‘ als Film polarisierte das Publikum noch weit mehr als das Buch; er begeisterte – überraschenderweise – Presse wie Filmschaffende und bekam dadurch schließlich – bei zehn ‚Oscar‘-Nominierungen – sogar zwei der begehrten Trophäen (u. a. den Drehbuchpreis für Blatty) zugesprochen. Die Wogen einer erhitzten, durchaus ernsthaften Diskussion, die der Horrorfilm selbst in seriösen Kirchenkreisen schlug, wurde bislang keinem anderen Werk dieses Genres beschieden. […] Nicht zuletzt in seiner homogenen Verbindung von Wissenschaft und Aberglaube erreichen Buch wie Film eine ungeheure Sogwirkung, die dem an sich unwahrscheinlichen, ja geradezu lächerlichen Stoff seine beunruhigende ,Authentizität‘ verschafft.“

„Friedkin will eben nicht nur die Magengrube, sondern auch das Herz des Betrachters treffen. Denn gerade weil man sich in der Unsicherheit der Charaktere wieder erkennt, ist man dem Terror des Films schutzlos ausgeliefert.“

„William Friedkins Höllenvision löst noch immer eine gewisse Beklemmung aus. Obwohl mit der Austreibung des Teufels ein überkommenes irrationales, mystisches Motiv im Zentrum steht, begründet der DER EXORZIST – zusammen mit dem zeitgleichen B-Movie THE TEXAS CHAINSAW MASSACRE von Tobe Hooper – das Genre des sogenannten ,modernen Horrorfilms‘, in dem ausgesprochen ‚weltliche‘ Bilder für die Darstellung der Bedrohung durch heute noch überzeugende Spezialeffekte unterstrichen wurden. […] Warum Friedkin an diese Leistung nicht mehr anknüpfen konnte, zählt wohl zu den Geheimnissen, die das Kino für sich behält.“

## Synchronisation
Die deutsche Fassung entstand bei Aura Film Synchron GmbH in München. Das Dialogbuch schrieb Herbert Asmodi, für die Dialogregie waren Bernhard Wicki und Conrad von Molo zuständig.
2001 erschien die Director’s-Cut-Version des Filmes, die auch neu synchronisiert wurde. Die Neusynchronisation erfolgte im FFS Film- & Fernseh-Synchron GmbH in München, nach einem Dialogbuch von Hartmut Neugebauer, der auch die Dialogregie führte.
| Rolle                     | Schauspieler               | Kino-Version (1973) | Director’s-Cut-Version (2001) |
| ------------------------- | -------------------------- | ------------------- | ----------------------------- |
| Regan Teresa MacNeil      | Linda Blair                | Simone Brahmann     | Jana Kilka                    |
| Pazuzu                    | Mercedes McCambridge       | Hanne Wieder        | Katharina Lopinski            |
| Chris MacNeil             | Ellen Burstyn              | Agnes Fink          | Krista Posch                  |
| Pater Lankester Merrin    | Max von Sydow              | Dieter Borsche      | Hartmut Reck                  |
| Pater Damien Karras       | Jason Anthony Miller       | Michael Degen       | Udo Wachtveitl                |
| Lt. William F Kinderman   | Lee J. Cobb                | Arnold Marquis      | Hartmut Neugebauer            |
| Dr. Taney                 | Robert Symonds             | Hansjörg Felmy      | Thomas Fritsch                |
| Bischof Michael           | Wallace Rooney             | Wolfgang Büttner    | Fred Maire                    |
| Dr. Klein                 | Barton Heyman              | Manfred Schott      | Peter Fricke                  |
| Pater Dyer                | Reverend William O’Malley  | Harald Leipnitz     | Fritz von Hardenberg          |
| Universitätspräsident Tom | Reverend Thomas Bermingham | Charles Regnier     | Horst Raspe                   |

## Auszeichnungen
Der Film erhielt 1974 zwei Oscars für das Beste Drehbuch und für den Besten Ton. Ferner gab es Nominierungen in den Kategorien Bester Nebendarsteller, Beste Hauptdarstellerin, Beste Nebendarstellerin, Bestes Szenenbild, Beste Kamera, Beste Regie, Bester Schnitt und Bester Film.
Vier Golden Globes 1974 (Bester Film; Beste Regie; Bestes Drehbuch; Beste Nebendarstellerin) gingen ebenfalls an den Film, für drei weitere war er nominiert (Beste Hauptdarstellerin; Bester Nebendarsteller; Beste Nachwuchsdarstellerin).
Weitere Preise waren:
- Golden Scroll 1975 (Bester Horrorfilm, Bestes Drehbuch, Beste Spezialeffekte, Bestes Make-up)
- Goldene Leinwand 1978
- Empire Award 1999

Die Deutsche Film- und Medienbewertung (FBW) verlieh dem Film das Prädikat „besonders wertvoll“.
2010 wurde Der Exorzist als ein besonders erhaltenswerter US-amerikanischer Film in das National Film Registry aufgenommen.